# Deportivo Quevedo
Maillots
Dernière mise à jour : 4 février 2012.
Le Club Deportivo Quevedo est un club équatorien de football basé à Quevedo.